# Incisivosaurus
Incisivosaurus gauthieri
Genre
Espèce
Incisivosaurus (incisivosaure en français) est un genre éteint de dinosaures à plumes théropodes, un oviraptorosauien basal ayant vécu en Chine durant l'époque du Crétacé inférieur (entre 130-122 Ma). Une seule espèce est connue : Incisivosaurus gauthieri.
Le crâne d'Incisivosaurus le classe parmi les théropodes, généralement carnivores, mais ses dents indiquent qu'il était herbivore ou omnivore.

## Description

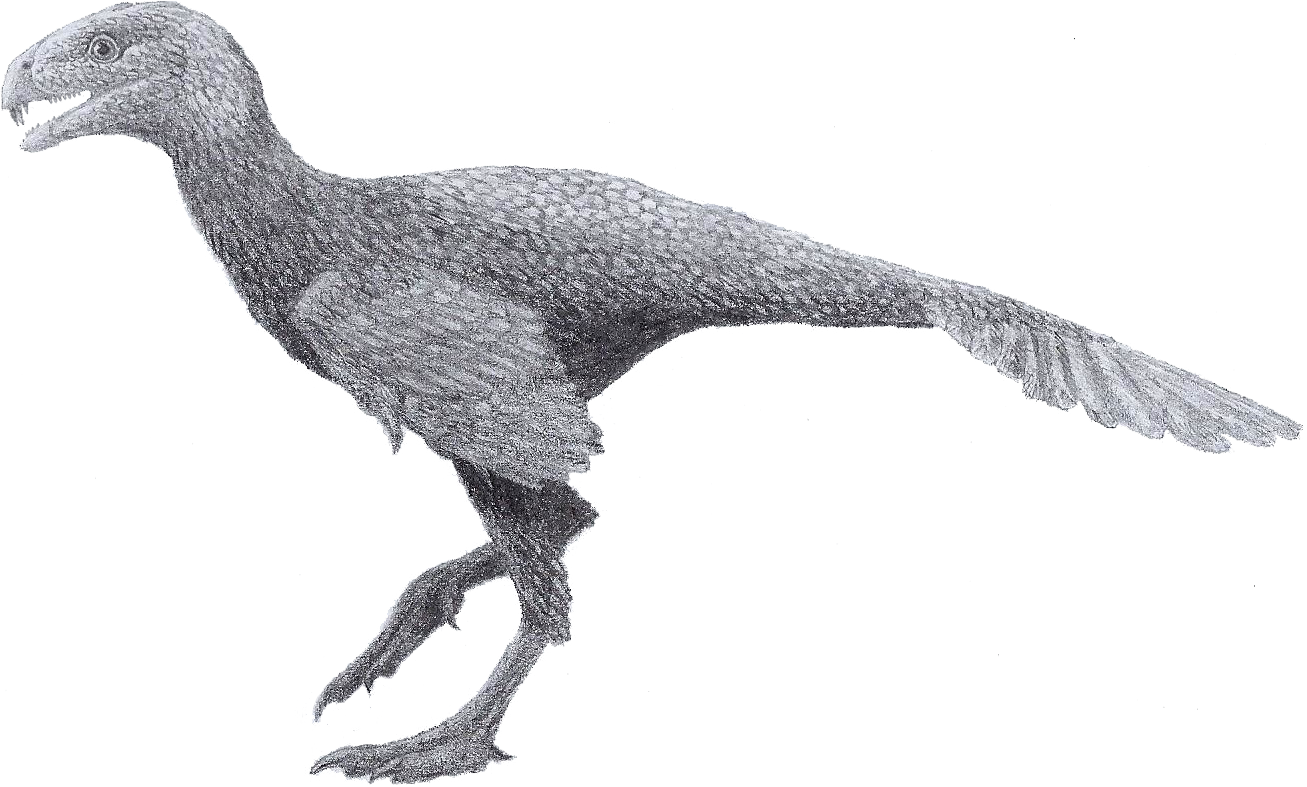
Dessin d'Incisivosaurus gauthieri.

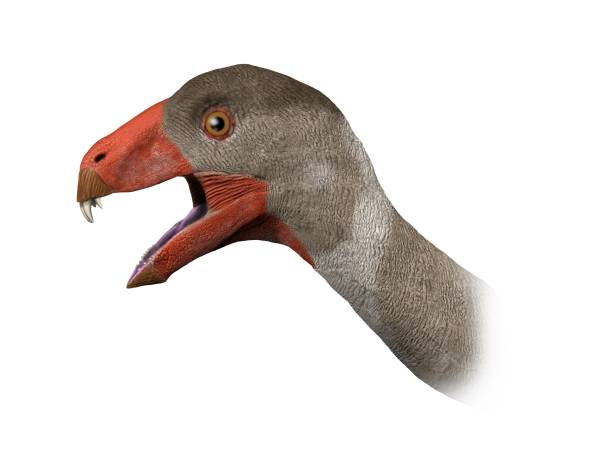
Dessin de la tête d'Incisivosaurus gauthieri.

Cette étrange créature appartient au clade des oviraptosauriens, ce qui signifie « lézards voleur d'œufs » On a surnommé ainsi le genre Oviraptor car le premier squelette de cette espèce fut découvert à côté d'un nid rempli d'œufs. Ces œufs étaient en réalité ceux d'Oviraptor, qui ne les volaient pas, mais les protégeait.
L'incisivosaure (in-ci-zi-vo-zor) était couvert de plumes et avait un bec garni de dents pointues. Il possédait aussi une étrange caractéristique : deux grandes dents, des incisives, à l'avant du bec, semblables à celles d'un rongeur.

## Classification
Incisivosaurus est le genre le plus basal du clade des oviraptorosauriens.

## Dans la culture populaire
Incisivosaurus apparaît dans "Prehistoric Park" où Nigel en rencontre un qui réapparaît séduisant une femelle de son espèce après avoir chassé un possible rival.